# رونالد فوگلمن
رونالد فوگلمن (انگلیسی: Ronald Fogleman؛ زادهٔ ۲۷ ژانویهٔ ۱۹۴۲) ژنرال بازنشسه نیروی هوایی ایالات متحده آمریکا است، که در فاصله سال‌های ۱۹۹۴ تا ۱۹۹۷ به‌عنوان پانزدهمین رئیس ستاد نیروی هوایی فعالیت می‌کرد.
فوگلمن فعالیت نظامی را از سال ۱۹۶۳ در نیروی هوایی آمریکا آغاز کرد. او در سال ۱۹۶۸ در ویتنام، در حالی که خلبان یک اف-۱۰۰ بود، مورد اصابت گلوله قرار گرفت و سقوط کرد و با چسبیدن به یک هلیکوپتر بل ای‌اچ-۱ کبرا نجات یافت. وی از ۱۹۹۰ تا ۱۹۹۲ فرماندهی تحرک هوایی بود و از ۱۹۹۲ تا ۱۹۹۴ فرماندهی ترابری ایالات متحده آمریکا را برعهده داشت.